# Dušanovo (Leskovac)
Dušanovo je naselje u gradu Leskovcu, Jablanički upravni okrug, Srbija. Prema popisu iz 2022. godine u Dušanovu je živjelo 104 stanovnikа.